# Đông Mbabane
Đông Mbabane là một inkhundla của Eswatini, nằm ở vùng Hhohho. Vào năm 2007, dân số của nó là 36.792 người.